# 冠豸山南站
冠豸山南站，原称冠豸山站，位于中华人民共和国福建省龙岩市连城县朋口镇，是赣龙铁路、赣瑞龙铁路和清冠铁路上的火车站，于2005年4月1日启用营运，2015年12月26日完成扩能改造并开通动车组列车，现由南昌局集团龙岩车务段管辖。2021年9月30日开通的清冠铁路也在此共构设站。

## 歷史
2005年4月1日随赣龙铁路开通货运。
2005年10月11日开通客运列车。
2021年7月1日由冠豸山站更名为冠豸山南站，清冠铁路（原浦梅铁路清流至冠豸山段）冠豸山北站更名为冠豸山站。

## 車站周邊
- 连城县冠豸山车站派出所
- 龙岩朋口和谐宾馆
- 朋口汽车站
- 嘉宏宾馆
- 冠龙宾馆
- 家兴宾馆
- 好日子宾馆
- 和鑫宾馆
- 鑫兴宾馆
- 朋口永晨商务宾馆
- 连城县国土局朋口国土所
- 朋口地税局
- 中国邮政储蓄银行朋口邮电支局
- 朋口镇政府
- 长深高速公路

## 外部連結
- 中国铁路客户服务中心 （页面存档备份，存于）